# 누메노르

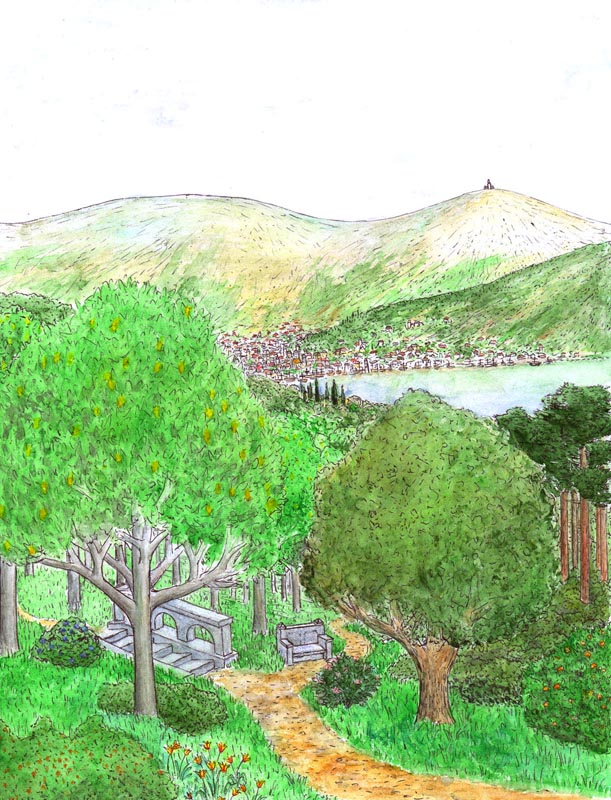

누메노르(Númenor)는 J. R. R. 톨킨의 가운데땅에 나오는 나라이다.

## 개요
엘론드의 쌍둥이 동생 엘로스와 벨레리안드의 잔존 에다인에 의해 세워진 2시대 인간 왕국이다. 모르고스와 요정의 보석전쟁으로 유명한 1시대, 소설
《반지의 제왕》의 배경이 되는 반지전쟁과 달리 2시대의 누메노르는 비교적 평온한 시대를 보냈다.

## 영토
벨레가에르 대해에 있는 별 모양의 안도르 섬 전체가 누메노르 본토였다. 또한 청색산맥 동쪽의 가운데땅에도 여러 관할 구역을 두어 거점을 발전시켰다. 움바르 펠라르기르, 사르바드, 론드 다에르 등이 있다.

## 역대 국왕
- 엘로스
- 타르다미르
- 타르아만딜
- 타르엘렌딜
- 타르메넬두르
- 타르알다리온
- 타르앙칼리메(최초의 여왕)
- 타르아나리온
- 타르수리온
- 타르텔페리엔
- 타르미나스티르
- 타르키랴탄
- 타르아타나미르 대왕
- 타르앙칼리몬
- 타르텔렘마이테
- 타르바니멜데
- 아르아두나코르
- 아르짐라손
- 아르사칼소르
- 아르기밀조르
- 타르팔란티르
- 아르파라존

## 역사
누메노르는 본래 태양의 1시대에는 존재하지 않았으나, 분노의 전쟁에 참여한 신실한 인간들, 에다인에게 축복하는 동시에 그들이 살 땅을 주었다.(이주한 '요정의 친구'인 세 에다인 가문은 나중에 서쪽을 뜻하는 요정어 "두"와 함께  두네다인 이라고 불리게 된다.뜻은 서쪽의 인간들.) 그 땅은 누메노르 본국이라 할 수 있는 안도르 섬이었고 발리노르와 가운데땅 사이의 대양에 위치했다.
에다인은 개인마다 모두 보통의 인간 이상의 신체적, 정신적 축복을 받아 장수하였으며, 능력이 뛰어났다. 안도르 섬에서 통치자로 에아렌딜의 아들이자 엘론드의 동생 엘로스가 이 축복을 누리는 인간을 500세가 되는 순간까지 다스렸고 이후 그의 후손이 대대로 누메노르를 다스린다. 하지만, 인간이 가진 욕심 때문에 점차 탐욕이 일어났고, 섬 자체와 바다에 만족하고 살아오던 선조와 달리 누메노르 인의 후손들은 가운데땅까지 침범하여 결국 황금왕 아르파라존의 재위 기간에 에루 일루바타르의 권능으로 누메노르는 멸망당한다.
하지만, 오만한 왕의 행위에 가담하지 않은 신실한 자들은 재앙을 피해 가운데땅으로 향하여 번성하게 된다.

### 주요 사건
- 사우론-요정 전쟁[2]
- 해상과 가운데땅으로의 진출
- 이실두르의 묘목 확보
- 아킬라베스

### 주요 인물
- 엘로스: 반요정 에아렌딜의 아들. 엘론드의 친동생이자 누메노르 왕국의 첫 번째 왕.
- 엘렌딜: 누메노르 출신 왕실 자문관. 누메노르의 타락을 생생히 목격하고 자신의 세력을 이끌고 가운데땅으로 향했다. 얼마 못 가 모르도르에서 사우론이 인간과 요정을 비롯한 자유로운 생명들에게 전쟁을 선언하자 세상이 악의 손아귀에 들어가는 것을 막고자 당시의 요정 대왕 길 갈라드와 함께 군대를 조직해 전투를 지휘했다. 사우론을 상대하던 도중 전사했다.
- 아나리온
- 아르기밀카드
- 아르기밀조르
- 아르파라존
- 타르팔란티르
- 실마리엔

## 참조
1. ↑  나열된 이 도시들을 다스렸던 누메노르가 멸망한 뒤에도 엘렌딜을 위시한 망명자들에 의해 아르노르와 곤도르에 속하게 되어 번성하거나 쇠락하기도 하였다.
2. ↑  사우론이 절대반지를 주조하고 요정의 세력과 싸운 전쟁 누메노르의 참전과 요정의 저항으로 사우론이 결과적으로 패배했다.